# Triatoma dimidiata
Triatoma dimidiata es un insecto heteróptero de la familia Reduviidae. Es hematófago y considerado uno de los vectores más importantes en la propagación de la enfermedad de Chagas. Se encuentra distribuido desde el norte de América del Sur (Colombia, Venezuela, Ecuador, y Perú) pasando por todos los países de América Central hasta llegar a México. Habita diversos ambientes incluyendo rocas apiladas, cuevas de murciélagos y agujeros en los árboles ocupados por mamíferos o aves. 

## Colonización del hábitat humano
T. dimidiata es generalmente introducido al domicilio humano accidentalmente, como por ejemplo, a través de la leña que los campesinos llevan a sus hogares. También pueden colonizar casas activamente desde hábitats selváticos o domésticos, pues  los insectos en cualquiera de sus estadios caminan y los adultos son capaces de volar. Este triatomino, si bien es común en zonas rurales, también se le puede encontrar en zonas urbanas. Esta tendencia a invadir zonas urbanas es acentuada tanto por la pérdida de su hábitat natural como por la presencia de animales domésticos tales como perros y gallinas, y animales salvajes tales como el rabipelado (Didelphis marsupialis), en las cercanías de los domicilios.
En Colombia es muy frecuente hallarlos en los techos de palma de iraca en las viviendas de campos y ciudades. Antiguamente era una enfermedad propia de zonas rurales, pero en la actualidad se ha propagado mucho en algunas zonas urbanas.

## Filogeografía
Triatoma dimidiata surgió como especie en algún lugar de Centroamérica y luego se expandió por toda esta región hasta llegar en el norte, a la parte central de México, y en el sur, al oeste de Ecuador. Actualmente esta especie incluye poblaciones distinguibles morfológica y genéticamente. De hecho, la variación cromosómica entre diferentes poblaciones indican que T. dimidiata representa un complejo de especies crípticas (taxas morfológicamente indistinguibles pero aisladas reproductivamente).
La filogeografía de Triatoma devela dos linajes que se desplazaron uno hacia el norte y otro al sur de Centroamérica hace millones de años atrás. T. dimidiata presenta una extensa variabilidad genética relacionada con divergencias evolutivas a partir de dos focos, uno en México y otro en Guatemala (ver óvalos en la figura de abajo). Un clado permaneció confinado en Yucatán, Chiapas, Guatemala y Honduras, con descendientes vivos que merecen en estatus de especies: T. sp. aff. dimidiata. El segundo clado dio origen a cuatro especies: T. d. dimidiata en Guatemala y México (Chiapas) hasta Honduras, Nicaragua, Isla Providencia, e introducido en Ecuador; T. d. capitata en Panamá y Colombia; T. d. maculipennis en México y Guatemala; y T. d. hegneri en la isla de Cozumel (en rojo en la figura de abajo).

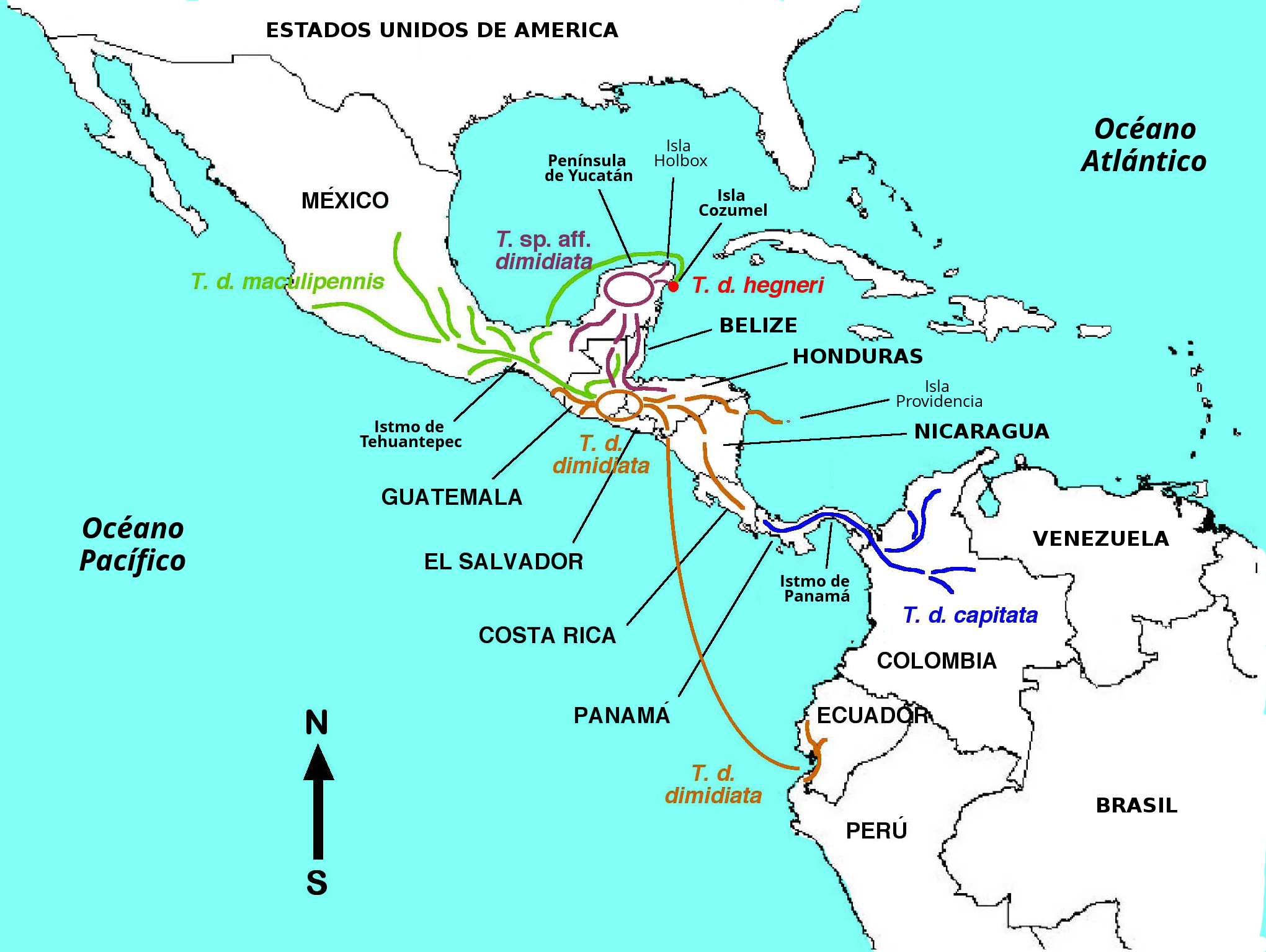
Distribución y expansión de Triatoma dimidiata dimidiata, T. d. capitata, T. d. maculipennis, T. d. hegneri y Triatoma sp. aff. dimidiata en Mesoamérica, Centroamérica y la parte noroeste de Suramérica de acuerdo a un análisis genético publicado por un grupo de investigación internacional en Plos Neglected Tropical Diseases.

## Control
En 1997 se da inicio a la "Iniciativa para la América Central", un proyecto promovido por la Organización Mundial de la Salud y la Organización Panamericana de la Salud, y que tiene como uno de sus objetivos primordiales la disminución de los índices de T. dimidiata en hogares infectados. Se han evaluado diferentes métodos para cumplir este objetivo, y el más utilizado ha sido la fumigación de las viviendas infectadas con insecticidas. Sin embargo, las sustancias químicas utilizadas para exterminar a los triatominos constituyen un riesgo para la salud humana. Además son frecuentes las reinfecciones, propiciadas por el hecho de que esta especie también puede vivir en el medio extradomiciliar desde donde recoloniza la vivienda pasado el efecto tóxico de la fumigación. Por ello hay quienes consideran más adecuados aquellos métodos de control alternativos que incluyen una mejora de ciertas condiciones de la vivienda humana, diseñadas para desfavorecer la recolonización. En Costa Rica, el investigador Rodrigo Zeledón (una autoridad en lo que al estudio de T. dimidiata se refiere) y su equipo han diseñado un método enmarcado en esta filosofía, el cual ha arrojado resultados favorables.

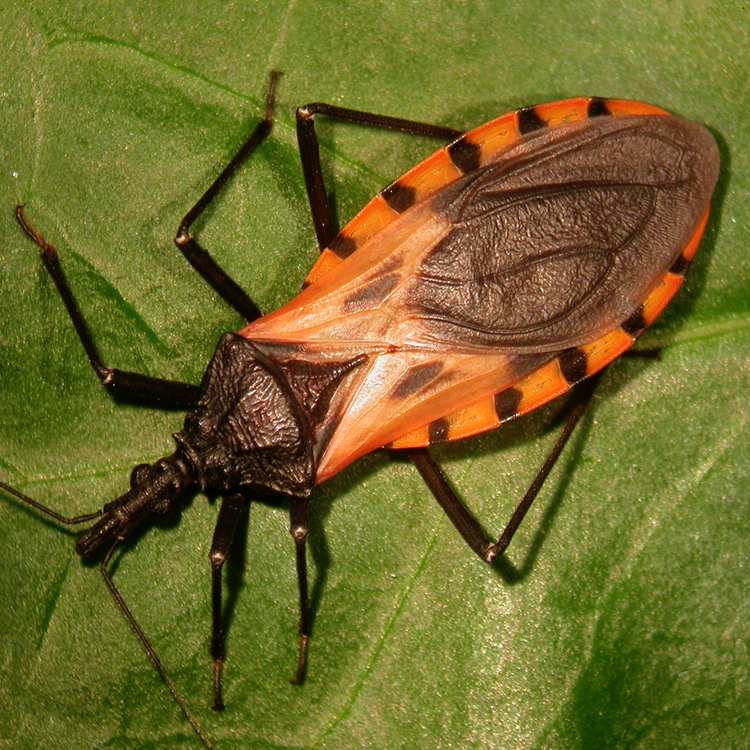
Ejemplar adulto de Triatoma dimidiata.

## Comportamiento de camuflaje
Las ninfas de T. dimiditata se hacen invisibles a los depredadores y al hombre utilizando el camuflaje, un comportamiento que consiste en colocar sobre el abdomen partículas de polvo u otros detritos del suelo haciendo uso de sus patas traseras. El comportamiento de camuflaje también se ha observado en ninfas de otras especies de triatominos tales como T. phyllosoma, T. nigromaculata, Panstrongylus geniculatus, P. megistus y P. herreri.